# Campeonato Panamericano de Balonmano Masculino Junior de 2001
El IV Campeonato Panamericano de Balonmano Masculino Junior de 2001 se disputó entre el 4 y el 8 de abril de 2001  en la ciudad de Atlanta estado de Georgia Estados Unidos. y es organizado por la Federación Panamericana de Balonmano Este campeonato entregó dos plazas para el Campeonato Mundial de Balonmano Masculino Junior de 2001

## Primera fase

### Grupo A
| Equipo         | PTS | J | G | E | P | GF  | GC | DG  |
| -------------- | --- | - | - | - | - | --- | -- | --- |
| Brasil         | 6   | 3 | 3 | 0 | 0 | 101 | 48 | +53 |
| Chile          | 5   | 3 | 2 | 0 | 1 | 61  | 81 | -20 |
| Puerto Rico    | 1   | 3 | 0 | 1 | 2 | 77  | 87 | -10 |
| Estados Unidos | 1   | 3 | 0 | 1 | 2 | 56  | 79 | -23 |

#### Resultados
| Fecha     | Hora  | Partido³    | Partido³ | Partido³       | Resultado |
| --------- | ----- | ----------- | -------- | -------------- | --------- |
| 4.04.2001 | 16:00 | Brasil      | -        | Chile          | 35-13     |
| 4.04.2001 | 20:00 | Puerto Rico | -        | Estados Unidos | 26-26     |
| 5.04.2001 | 18:00 | Chile       | -        | Puerto Rico    | 27-26     |
| 5.04.2001 | 20:00 | Brasil      | -        | Estados Unidos | 32-10     |
| 6.04.2001 | 16:00 | Brasil      | -        | Puerto Rico    | 34-25     |
| 6.04.2001 | 20:00 | Chile       | -        | Estados Unidos | 21-20     |

### Grupo B
| Equipo    | PTS | J | G | E | P | GF | GC | DG  |
| --------- | --- | - | - | - | - | -- | -- | --- |
| Argentina | 6   | 3 | 3 | 0 | 0 | 78 | 39 | +39 |
| Canadá    | 4   | 3 | 2 | 0 | 1 | 52 | 57 | -5  |
| Colombia  | 2   | 3 | 1 | 0 | 2 | 56 | 64 | -8  |
| México    | 0   | 3 | 0 | 0 | 3 | 48 | 74 | -26 |

#### Resultados
| Fecha     | Hora  | Partido³  | Partido³ | Partido³ | Resultado |
| --------- | ----- | --------- | -------- | -------- | --------- |
| 4.04.2001 | 14:00 | Canadá    | -        | Colombia | 19-18     |
| 4.04.2001 | 18:00 | Argentina | -        | México   | 27-15     |
| 5.04.2001 | 14:00 | Argentina | -        | Canadá   | 24-08     |
| 5.04.2001 | 16:00 | Colombia  | -        | México   | 22-18     |
| 6.04.2001 | 14:00 | Argentina | -        | Colombia | 27-16     |
| 6.04.2001 | 18:00 | Canadá    | -        | México   | 25-15     |

### 5º al 8º puesto
| Fecha     | Hora² | Partido¹ | Partido¹ | Partido¹       | Resultado |
| --------- | ----- | -------- | -------- | -------------- | --------- |
| 7.04.2001 | 12:00 | Colombia | -        | Estados Unidos | 22-20     |
| 7.04.2001 | 14:00 | México   | -        | Puerto Rico    | 31-23     |

### 7º/8º puesto
| Fecha     | Hora² | Partido¹       | Partido¹ | Partido¹    | Resultado |
| --------- | ----- | -------------- | -------- | ----------- | --------- |
| 8.04.2001 | 08:00 | Estados Unidos | -        | Puerto Rico | 25-15     |

### 5º/6º puesto
| Fecha     | Hora² | Partido¹ | Partido¹ | Partido¹ | Resultado |
| --------- | ----- | -------- | -------- | -------- | --------- |
| 8.04.2001 | 09:30 | Colombia | -        | México   | 31-24     |

## Fase final

### Semifinales
| Fecha     | Hora  | Partido³  | Partido³ | Partido³ | Resultado |
| --------- | ----- | --------- | -------- | -------- | --------- |
| 7.04.2001 | 16:00 | Argentina | -        | Chile    | 45-12     |
| 7.04.2001 | 18:00 | Brasil    | -        | Canadá   | 27-16     |

### 3º/4º puesto
| Fecha     | Hora² | Partido¹ | Partido¹ | Partido¹ | Resultado |
| --------- | ----- | -------- | -------- | -------- | --------- |
| 8.04.2001 | 11:00 | Canadá   | -        | Chile    | 22-21     |

### Final
| Fecha     | Hora² | Partido¹ | Partido¹ | Partido¹  | Resultado |
| --------- | ----- | -------- | -------- | --------- | --------- |
| 8.04.2001 | 13:00 | Brasil   | -        | Argentina | 26-23     |

| Brasil           |
| Campeón          |
| Brasil 3° título |

### Clasificación general
| Brasil            |
| Argentina         |
| Canadá            |
| 4. Chile          |
| 5. Colombia       |
| 6. México         |
| 7. Estados Unidos |
| 8. Puerto Rico    |

## Clasificados al Mundial 2001
| Bandera de Brasil | Bandera de Argentina |
| Brasil            | Argentina            |
| ----------------- | -------------------- |